# اره ۴
اره ۴ (به انگلیسی: Saw IV) فیلمی است در ژانر جنایی و ترسناک که به کارگردانی دارن لیس بوسمن تولید و اکران شد. این فیلم چهارمین فیلم از مجموعه فیلم های اره است. در خلاصه این فیلم آمده است: علیرغم مرگ جیگساو و آماندا برای فرمانده نیروهای ویژه اف بی آی برای نجات جان دو تن از همکارانش، مجبور می شود در یک بازی جدید شرکت کند.

## داستان
در این قسمت از این سری فیلم‌ها جیگساو و آماندا یانگ هر دو کشته شده‌اند. دو مأمور اف‌بی‌آی (FBI) به کاراگاه هافمن در تحقیق و پیگیری مسائل مربوط به وسیله‌های شکنجهٔ جیگ‌ساو و کارهای او کمک می‌کنند. زمانی که فرمانده نیروهای ویژه (SWAT) وارد ماجرای قتل‌ها می‌شود متوجه می‌شود که ۹۰ دقیقه فرصت دارد تا بتواند دو همکار خود را نجات دهد. به‌این‌ترتیب، مأموران در یک تعقیب کاملاً حرفه‌ای، سعی در پیدا کردن فرمانده دارند، بدون آن‌که بدانند بازرس هافمن در این نقشه‌ها دست داشته‌است و برای انان تله‌هایی را قرار داده است.